# Joseph Attamah
Joseph Larweh Attamah (Accra, 22 maggio 1994) è un calciatore ghanese, centrocampista del Kayserispor.

## Caratteristiche tecniche
Apprezzato dagli addetti ai lavori per versatilità, agisce da difensore centrale, ma in caso di necessità può adattarsi a vertice basso di centrocampo a protezione della difesa, o a laterale lungo l'out destro. Nonostante la stazza - dote che lo favorisce nel gioco aereo, rendendolo pericoloso su palla inattiva - è in possesso di una discreta agilità che gli consente di uscire palla al piede per impostare l'azione dalle retrovie.

## Carriera

### Club
Muove i suoi primi passi nel Tema Youth. Il 14 agosto 2014 lascia il Ghana, firmando un biennale con l'Adana Demirspor, in Turchia. Il 1º giugno 2016 l'İstanbul Başakşehir ne annuncia l'ingaggio a parametro zero. Il ghanese si lega alla società per mezzo di un contratto valido per quattro stagioni.
Esordisce nella Süper Lig il 26 novembre contro il Beşiktaş, subentrando al 40' al posto di Emre Belözoğlu, infortunatosi a partita in corso. Il 26 luglio 2017 esordisce in Champions League contro il Club Bruges, incontro preliminare valido per l'accesso alla fase finale della competizione.

### Nazionale
Il 14 giugno 2013 viene incluso - dal CT Sellas Tetteh - tra i convocati che prenderanno parte ai Mondiali Under-20 2013, svolti in Turchia. Il Ghana si piazzerà terzo al termine della manifestazione. Esordisce con la selezione ghanese il 1º settembre 2017 contro il Congo, partita valida per le qualificazioni ai Mondiali 2018.

## Statistiche

### Presenze e reti nei club
Statistiche aggiornate al 24 dicembre 2023.
| Stagione               | Squadra                | Campionato             | Campionato | Campionato | Coppe nazionali | Coppe nazionali | Coppe nazionali | Coppe continentali | Coppe continentali | Coppe continentali | Altre coppe | Altre coppe | Altre coppe | Totale | Totale | Totale |
| Stagione               | Squadra                | Comp                   | Pres       | Reti       | Comp            | Pres            | Reti            | Comp               | Pres               | Reti               | Comp        | Pres        | Reti        | Pres   | Reti   |        |
| ---------------------- | ---------------------- | ---------------------- | ---------- | ---------- | --------------- | --------------- | --------------- | ------------------ | ------------------ | ------------------ | ----------- | ----------- | ----------- | ------ | ------ | ------ |
| 2014-2015              | Adana Demirspor        | 1L                     | 32+2       | 2          | TK              | 6               | 0               | -                  | -                  | -                  | -           | -           | -           | 40     | 2      |        |
| 2015-2016              | Adana Demirspor        | 1L                     | 32+3       | 3          | TK              | 1               | 0               | -                  | -                  | -                  | -           | -           | -           | 36     | 3      |        |
| Totale Adana Demirspor | Totale Adana Demirspor | Totale Adana Demirspor | 64+5       | 5          |                 | 7               | 0               |                    | -                  | -                  |             | -           | -           | 76     | 5      |        |
| 2016-2017              | İstanbul Başakşehir    | SL                     | 15         | 1          | TK              | 11              | 0               | UEL                | 1                  | 0                  | -           | -           | -           | 27     | 1      |        |
| 2017-2018              | İstanbul Başakşehir    | SL                     | 25         | 3          | TK              | 2               | 1               | UCL+UEL            | 4+6                | 0                  | -           | -           | -           | 37     | 4      |        |
| 2018-2019              | İstanbul Başakşehir    | SL                     | 11         | 0          | TK              | 4               | 0               | UEL                | 0                  | 0                  | -           | -           | -           | 15     | 0      |        |
| ago. 2019              | İstanbul Başakşehir    | SL                     | 0          | 0          | TK              | 0               | 0               | UCL                | 1                  | 0                  | -           | -           | -           | 1      | 0      |        |
| Totale İstanbul B.B.   | Totale İstanbul B.B.   | Totale İstanbul B.B.   | 51         | 4          |                 | 17              | 1               |                    | 12                 | 0                  |             | -           | -           | 80     | 5      |        |
| 2019-gen. 2020         | Çaykur Rizespor        | SL                     | 14         | 0          | TK              | 1               | 0               | -                  | -                  | -                  | -           | -           | -           | 15     | 0      |        |
| gen.-giu. 2020         | Fatih Karagümrük       | 1L                     | 14+3       | 0          | TK              | -               | -               | -                  | -                  | -                  | -           | -           | -           | 17     | 0      |        |
| 2020-2021              | Kayserispor            | SL                     | 31         | 0          | TK              | 2               | 0               | -                  | -                  | -                  | -           | -           | -           | 33     | 0      |        |
| 2021-2022              | Kayserispor            | SL                     | 30         | 2          | TK              | 7               | 0               | -                  | -                  | -                  | -           | -           | -           | 37     | 2      |        |
| 2022-2023              | Kayserispor            | SL                     | 9          | 0          | TK              | 0               | 0               | -                  | -                  | -                  | -           | -           | -           | 9      | 0      |        |
| 2023-2024              | Kayserispor            | SL                     | 17         | 0          | TK              | 1               | 0               | -                  | -                  | -                  | -           | -           | -           | 18     | 0      |        |
| Totale Kayserispor     | Totale Kayserispor     | Totale Kayserispor     | 87         | 2          |                 | 10              | 0               |                    | -                  | -                  |             | -           | -           | 97     | 2      |        |
| Totale carriera        | Totale carriera        | Totale carriera        | 238        | 11         |                 | 35              | 1               |                    | 12                 | 0                  |             | -           | -           | 285    | 12     |        |

### Cronologia presenze e reti in nazionale
| Cronologia completa delle presenze e delle reti in nazionale ― Ghana | Cronologia completa delle presenze e delle reti in nazionale ― Ghana | Cronologia completa delle presenze e delle reti in nazionale ― Ghana | Cronologia completa delle presenze e delle reti in nazionale ― Ghana | Cronologia completa delle presenze e delle reti in nazionale ― Ghana | Cronologia completa delle presenze e delle reti in nazionale ― Ghana | Cronologia completa delle presenze e delle reti in nazionale ― Ghana | Cronologia completa delle presenze e delle reti in nazionale ― Ghana |
| Data                                                                 | Città                                                                | In casa                                                              | Risultato                                                            | Ospiti                                                               | Competizione                                                         | Reti                                                                 | Note                                                                 |
| -------------------------------------------------------------------- | -------------------------------------------------------------------- | -------------------------------------------------------------------- | -------------------------------------------------------------------- | -------------------------------------------------------------------- | -------------------------------------------------------------------- | -------------------------------------------------------------------- | -------------------------------------------------------------------- |
| 1-9-2017                                                             | Kumasi                                                               | Ghana                                                                | 2 – 2                                                                | Rep. del Congo                                                       | Qual. Mondiali 2018                                                  | -                                                                    | 46’                                                                  |
| 7-10-2017                                                            | Kampala                                                              | Uganda                                                               | 2 – 1                                                                | Ghana                                                                | Qual. Mondiali 2018                                                  | -                                                                    | 86’                                                                  |
| 10-10-2017                                                           | Jeddah                                                               | Arabia Saudita                                                       | 0 – 3                                                                | Ghana                                                                | Amichevole                                                           | -                                                                    |                                                                      |
| 30-5-2018                                                            | Yokohama                                                             | Giappone                                                             | 0 – 2                                                                | Ghana                                                                | Amichevole                                                           | -                                                                    | 71’                                                                  |
| 7-6-2018                                                             | Reykjavík                                                            | Islanda                                                              | 2 – 2                                                                | Ghana                                                                | Amichevole                                                           | -                                                                    | 46’                                                                  |
| 9-6-2019                                                             | Accra                                                                | Ghana                                                                | 0 – 1                                                                | Namibia                                                              | Amichevole                                                           | -                                                                    | 46’                                                                  |
| 14-11-2019                                                           | Cape Coast                                                           | Ghana                                                                | 2 – 0                                                                | Sudafrica                                                            | Qual. Coppa d'Africa 2021                                            | -                                                                    | 90’                                                                  |
| 18-11-2019                                                           | São Tomé                                                             | São Tomé e Príncipe                                                  | 0 – 1                                                                | Ghana                                                                | Qual. Coppa d'Africa 2021                                            | -                                                                    | 90+1’                                                                |
| Totale                                                               |                                                                      | Presenze                                                             | 8                                                                    |                                                                      | Reti                                                                 | 0                                                                    |                                                                      |